# Sibir Nowosybirsk (szachy)
Sibir Nowosybirsk – rosyjski klub szachowy, mistrz ZSRR, trzykrotny mistrz Rosji, dwukrotny zdobywca Pucharu Europy.

## Historia
Klub został założony w 1972 roku na mocy uchwały miejskiego komitetu wykonawczego z 1971 roku. Początkowo funkcjonował pod nazwą SKA Nowosybirsk. Pierwszym przewodniczącym klubu była Anna Sirotkina. Klub pięciokrotnie był organizatorem półfinałów mistrzostw RFSRR (pierwszy raz w 1972 roku), a w roku 1975 zorganizował półfinały ZSRR kobiet. W 1988 roku uczestniczył w inauguracyjnych rozgrywkach o klubowe mistrzostwo ZSRR, wygrywając trofeum. Skład drużyny stanowili wówczas Anatolij Wajser, Jewgienij Pigusow, Giennadij Timoszczenko, Aleksandr Goldin, Aleksandr Chasin i Marat Makarow.
Następnie zespół został objęty patronatem przez centrum Wektor i w sezonie 1989/1990 zadebiutował w Pucharze Europy. W turnieju zespół pokonał CS Clichy i Wood Green Chess Club, odpadając w ćwierćfinale z CSKA Moskwa. W 1990 roku klub zajął czwarte miejsce w mistrzostwach ZSRR. Po rozpadzie ZSRR nie uczestniczył natomiast w inauguracyjnym sezonie Priemjer-Ligi. W 1994 roku klub został wicemistrzem Rosji, ulegając jedynie Kadyrowi Ufa. W Pucharze Europy klub uzyskał piątą pozycję, awansując do rundy finałowej, w której przegrał z Beer-Sheva Chess Club i wygrał z Kaisė Wilno oraz Honvéd ASE. W 1995 roku na bazie zespołu z inicjatywy Aleksandra Chasina utworzony został klub Nowaja Sibir, który w 1995 roku zdobył mistrzostwo Rosji. Skład zespołu stanowili Aleksandr Chalifman, Aleksandr Goldin, Konstantin Sakajew, Marat Makarow, Aleksandr Chasin, Aleksandr Fominych i Siergiej Rublewski. W Pucharze Europy Nowaja Sibir nie wyszła z grupy. Rok później zespół nie wystartował w mistrzostwach Rosji. W Pucharze Europy klub uzyskał trzecie miejsce, ulegając jedynie Tattransgazowi-Itilowi Kazań i ŠK Borovo-Vukovar '91. Działalność prowadził natomiast GSzK (Городской шахматный клуб, Gorodskoj szachmatnyj klub), który skoncentrował się na szkoleniu dzieci i młodzieży. W 2007 roku klub został przekształcony w DJuSSz.
Sibir został reaktywowany w 2015 roku z inicjatywy lokalnego związku szachowego oraz prezesa RATM Holding, Eduarda Tarana. Przyznano wówczas klubowi miejsce w Priemjer-Lidze, a zespół pozyskał natomiast takich zawodników, jak Władimir Kramnik i Lewon Aronian. W 2015 roku Sibir zdobył mistrzostwo Rosji, zwyciężając z trzypunktową przewagą nad drugim Uniwersitetem Biełorieczensk. W tym samym roku zespół wystąpił w Pucharze Europy. W turnieju klub wygrał sześć spotkań, m.in. z Miednym Wsadnikiem Petersburg, SOCAR-Azerbaijan i ŠK Alkaloid Skopje, remisując jedynie z Obiettivo Risarcimento Padova, co umożliwiło zdobycie głównego trofeum. W 2016 roku klub zajął trzecie miejsce w mistrzostwach kraju oraz szóste w mistrzostwach Europy. W sezonie 2017 Sibir zdobył drugie mistrzostwo kraju. W Pucharze Europy, grając pod nazwą Globus, rosyjski zespół wygrał pięć spotkań (w tym z AVE Nový Bor), remisując z Odlarem Yurdu i ŠK Alkaloid, dzięki czemu po raz drugi zdobył puchar. W 2018 roku klub zajął czwarte miejsce w mistrzostwach kraju. W sezonie 2019 jednym z zawodników był dwunastoletni Wołodar Murzin, co czyniło go najmłodszym szachistą w historii Priemjer-Ligi. Sezon 2019 Sibir zakończył na siódmej pozycji. Chociaż ta pozycja zapewniała utrzymanie w Priemjer-Lidze, klub nie przystąpił do rozgrywek sezonu 2020.

## Arcymistrzowie w historii klubu
- Dmitrij Andriejkin[24]
- Lewon Aronian[25]
- Dmitrij Boczarow[25]
- Aleksandr Chalifman[26]
- Aleksandr Chasin[26]
- Dienis Chismatullin[24]
- Witalij Cieszkowski[26]
- Siergiej Dołmatow[26]
- Aleksiej Driejew[26]
- Aleksandr Fominych[26]
- Anisz Giri[24]
- Aleksandr Goldin[26]
- Aleksandr Griszczuk[27]
- Dmitrij Jakowienko[25]
- Siergiej Kariakin[28]
- Dmitrij Kokariew[25]
- Anton Korobow[25]
- Władimir Kramnik[25]
- Li Chao[29]
- Marat Makarow[26]
- Paweł Maletin[25]
- Şəhriyar Məmmədyarov[24]
- Jan Niepomniaszczi[24]
- Jewgienij Pigusow[26]
- Wadim Ruban[26]
- Siergiej Rublewski[27]
- Konstantin Sakajew[26]
- Grigorij Serper[26]
- Ilja Smirin[26]
- Giennadij Timoszczenko[26]
- Jewgienij Tomaszewski[27]
- Anatolij Wajser[26]
- Aleksiej Wyżmanawin[26]
- Wang Yue[25]